# Józef Rutkowski (ekonomista)
Józef Rutkowski (ur. 8 listopada 1922 w Pęcherzewie, zm. 1 marca 2002 w Szczecinie) – polski ekonomista i wykładowca akademicki, był m.in. kierownikiem Katedry Finansów Międzynarodowych w Zachodniopomorskiej Szkole Biznesu.
Organizator i kierownik kilku badawczych zespołów do opracowania problemów badań podstawowych i resortowych.
Jego imieniem 6 listopada 2024 nazwano salę audytoryjną na tzw. starym Wydziale Ekonomii przy ul. Mickiewicza w Szczecinie, gdzie w XX wieku mieściła się kierowana przez niego Katedra Ekonomii.

## Działalność zawodowa

### Kierunki i specjalności[1]
- ekonomia
- finanse międzynarodowe

### Studia, stopnie i tytuły naukowe[1]
| Rok  | Uczelnia / tytuł                                          |
| ---- | --------------------------------------------------------- |
| 1974 | profesor zwyczajny                                        |
| 1968 | profesor nadzwyczajny                                     |
| 1961 | doktor habilitowany, Wyższa Szkoła Ekonomiczna w Krakowie |
| 1960 | doktor, Wyższa Szkoła Ekonomiczna w Poznaniu              |
| 1951 | Akademia Nauk Politycznych w Warszawie                    |
| 1949 | Akademia Handlowa w Poznaniu                              |

### Wyróżnienia[1]
| Rok  | Nazwa                                                 |
| ---- | ----------------------------------------------------- |
| 1997 | Krzyż Komandorski Orderu Odrodzenia Polski            |
| 1997 | Członek Honorowy Szczecińskiego Towarzystwa Naukowego |
| 1996 | Doctor honoris causa Uniwersytetu Szczecińskiego      |
| 1983 | International Biographical Centre – Cambridge         |
| ?    | Ludzie Nauki Szczecina w 50-leciu                     |

### Miejsca pracy[3]
| Lata      | Stanowisko                                                 | Instytucja                                    |
| --------- | ---------------------------------------------------------- | --------------------------------------------- |
| ?         | Kierownik Katedry Finansów Międzynarodowych                | Zachodniopomorska Szkoła Biznesu w Szczecinie |
| 1990-1993 | Kierownik Zakładu Współczesnych Stosunków Międzynarodowych | Politechnika Szczecińska                      |
| 1970-1978 | Dyrektor Instytutu Nauk Ekonomiczno-Społecznych            | Politechnika Szczecińska                      |
| 1951-1970 | Kierownik Katedry Ekonomii                                 | Politechnika Szczecińska                      |
| 1965-1970 | Kierownik Międzywydziałowego Studium Nauk Politycznych     | Politechnika Szczecińska                      |
| 1966-1971 | Dziekan Wydziału Inżynieryjno-Ekonomicznego Transportu     | Politechnika Szczecińska                      |
| 1952-1954 | Prodziekan Wydziału Transportu Śródlądowego                | Wyższa Szkoła Ekonomiczna w Szczecinie        |
| 1946-1950 | ?                                                          | Narodowy Bank Polski                          |

### Organizacje naukowe[1]
- Komitet Nauk Ekonomicznych PAN – członek 1966-81
- Polskie Towarzystwo Ekonomiczne – założyciel i prezes oddziału w Szczecinie 1952-79
- Szczecińskie Towarzystwo Naukowe – członek od 1961
  - redaktor naukowy Wydziału I 1985-88
  - przewodniczący Wydziału I 1988-91
  - prezes 1991-97

### Publikacje
Poniższa tabela przedstawia najważniejsze publikacje spośród 220.
| Rok wydania (wznowienia)                  | Tytuł                                                                                             | Wydawnictwo      |
| ----------------------------------------- | ------------------------------------------------------------------------------------------------- | ---------------- |
| 1989                                      | Inflacja w Polsce Ludowej                                                                         | PWE              |
| 1976 (1983)                               | Problemy współczesnej gospodarki światowej                                                        | Książka i Wiedza |
| 1972                                      | Eksport kapitału                                                                                  | PWN              |
| 1972 (1973, 1975, 1977, 1978, 1983, 1987) | Ekonomia polityczna kapitalizmu (podręcznik ogólnopolski)                                         | PWE              |
| 1969                                      | EWG a międzynarodowy ruch kapitału                                                                | PWN              |
| 1961                                      | Polityka pieniężno-kredytowa jako forma interwencjonizmu państwowego we współczesnym kapitalizmie | PWE              |